# Ferndale (Califórnia)
Ferndale é uma cidade localizada no estado americano da Califórnia, no Condado de Humboldt. Foi incorporada em 28 de agosto de 1893.

## Geografia
De acordo com o United States Census Bureau, a cidade tem uma área de 2,7 km², onde todos os 2,7 km² estão cobertos por terra.

## Demografia
Segundo o censo nacional de 2010, a sua população é de 1 371 habitantes e sua densidade populacional é de 513,93 hab/km². Possui 717 residências, que resulta em uma densidade de 268,77 residências/km².

## Lista de marcos
A relação a seguir lista as entradas do Registro Nacional de Lugares Históricos em Ferndale.
- A. Berding House
- Alford-Nielson House
- F. W.-John Rossen Andreasen House
- Fern Cottage Historic District
- Ferndale Main Street Historic District
- Ferndale Public Library
- Grizzly Bluff School
- Rectory, Catholic Church of the Assumption
- Shaw House